# Bucilly
Bucilly – miejscowość i gmina we Francji, w regionie Hauts-de-France, w departamencie Aisne.
Według danych na styczeń 2014 roku gminę zamieszkiwały 202 osoby, a gęstość zaludnienia wynosiła 15,7 osób/km².